# Crimen sollicitationis
Crimen sollicitationis (en español "delito de solicitación") es una instrucción, aprobada por Juan XXIII en 1962, de la Sagrada Congregación del Santo Oficio (actualmente "Congregación para la Doctrina de la Fe"). Está firmada por el cardenal Alfredo Ottaviani, secretario de la Congregación, y va dirigida a "todos los arzobispos, obispos y otros ordinarios locales, incluyendo aquellos de las iglesias católicas orientales". 
En el documento, la Congregación del Santo Oficio fijaba los procedimientos para afrontar casos de clérigos (sacerdotes u obispos) de la Iglesia católica acusados de hacer uso del Sacramento de la Penitencia para llevar a cabo acercamientos de índole sexual con los fieles, así como los correspondientes castigos por estos actos; las normas que establecía eran más concretas que aquellas incluidas en el Código de Derecho Canónico. Además, dio instrucciones de que se siguiesen los mismos procedimientos en caso de denuncias de comportamientos homosexuales, pedófilos o zoófilos por parte del clero.
La directiva imponía al penitente la obligación de denunciar el delito de solicitación (n. 16), en el plazo de un mes, bajo pena de excomunión latae sententiae (n. 18). También, una vez realizada la denuncia, el denunciante era advertido de guardar la confidencialidad, si fuera preciso, bajo pena de excomunión.
En 2001 y con motivo de la publicación del Código de los Cánones de las Iglesias Orientales (1990) y el Código de Derecho Canónico de 1983 —que reemplazaba al de 1917—, el Crimen sollicitationis fue revisado con la epístola De delictis gravioribus.

## Antecedentes
El Concilio de Trento (siglo XVI) recomendó la instalación de confesionarios en las iglesias para evitar el delito de solicitación cometido por el sacerdote católico que aprovechando la intimidad que imponía la confesión requería sexualmente a una feligresa o realizaba tocamientos deshonestos, lo que demuestra, según Joseph Pérez, que el delito "venía de lejos y estaba muy extendido". Como ha recordado Henry Kamen, con anterioridad al uso del confesionario "no había ninguna barrera física entre el confesor y el penitente, así que había ocasión de que se suscitara el pecado con cierta facilidad". Este mismo historiador cita el caso del cura párroco de Beniganim en el Reino de Valencia que fue juzgado en 1608 por haber solicitado a 29 mujeres, la mayoría solteras, "con palabras lascivas y amorosas para actos torpes y deshonestos".
En principio el delito fue competencia de los obispos, pero en la Monarquía Hispánica a partir de 1561 pasó a la jurisdicción de la Inquisición española. Ahora bien, según Joseph Pérez, "los tribunales inquisitoriales se mostrarán muy indulgentes con los sacerdotes acusados de solicitación, ya que no desean dar demasiada publicidad a este tipo de delitos". Henry Kamen, por otro lado, afirma "que a menudo la culpa recaía sobre la penitente".

## Contenido de la instrucciónCrimen sollicitationis
- Prolegómenos (secciones 1-14)
- Título primero: Primer indicio del delito (15-28)
- Título segundo: El proceso (29-60)
  - Capítulo I: Investigación (29-41)
  - Capítulo II: Regulaciones canónicas e información de sus derechos al acusado (42-46)
  - Capítulo III: Comparecencia del acusado (47-54)
  - Capítulo IV: Trascurso del proceso, veredicto y apelación (55-60)
- Título tercero: Castigos (61-65)
- Título cuarto: Comunicación oficial (66-70)
- Título quinto: El delito más perverso (71-74)
- Aprobación del papa Juan XXIII el 16 de marzo de 1962
- Apéndices: incluyen las fórmulas de juramento, abjuración de faltas, absolución, delegación para recibir una denuncia en general y en el caso específico de la solicitación, procedimientos para examinar a acusados, testigos, etc.

Cabe aclarar que el texto del documento Crimen Sollicitationis se refiere al silencio respecto del proceso judicial; no dice que no sea juzgado ni denunciado, sino que se guarde el secreto mientras que dura el proceso judicial, dado que aún no hay sentencia.
El Código de Derecho Canónico promulgado por el papa Juan Pablo II en 1983 renovó la disciplina en materia en el can. 1395, § 2: "El clérigo que cometa de otro modo un delito contra el sexto mandamiento del Decálogo, cuando este delito haya sido cometido con violencia o amenazas, o públicamente o con un menor que no haya cumplido dieciséis años de edad, debe ser castigado con penas justas, sin excluir la expulsión del estado clerical cuando el caso lo requiera". Según el CIC de 1983 los procesos se celebran en las diócesis. Las apelaciones a las sentencias judiciales pueden ser presentadas ante la Rota Romana, mientras que los recursos administrativos contra los decretos penales se plantean ante la Congregación para el Clero.
La nueva ley, un motu proprio con el título Sacramentorum sanctitatis tutela, fue promulgada el 30 de abril de 2001. Una carta firmada por el cardenal Joseph Ratzinger y por el arzobispo Tarcisio Bertone, respectivamente Prefecto y Secretario de la Congregación para la Doctrina de la Fe, fue enviada a todos los obispos católicos el 18 de mayo de 2001. 
La carta informa a los obispos de la nueva ley y de los nuevos procedimientos que sustituían a la Instrucción Crimen Sollicitationis. En ella estaban indicados ante todo cuáles serían los delitos más graves, sea contra la moral como en la celebración de los sacramentos, reservados a la Congregación; además se indicaban las normas procedimentales especiales que debían observarse en los casos relativos a tales delitos graves, incluyendo las normas respecto a la determinación de las sanciones canónicas y a su imposición.
Los delicta graviora reservados a la Congregación para la Doctrina de la Fe se distribuían de la siguiente forma:
- en el ámbito de los delitos contra la santidad del augustísimo sacramento y sacrificio de la Eucaristía:
  1. la incautación o la conservación con fines sacrílegos, o la profanación de las especies consagradas (can. 1367 CIC y can. 1442 CCEO);
  2. el tentativo de acción litúrgica del sacrificio eucarístico o la simulación de la misma (can. 1378 § 2 n. 1 CIC y cann. 1379 CIC y 1443 CCEO);
  3. la concelebración prohibida del sacrificio eucarístico junto a ministros de comunidades eclesiales, que no tienen la sucesión apostólica ni reconocen la dignidad sacramental de la ordenación sacerdotal (cann. 908 y 1365 CIC; cann. 702 y 1440 CCEO);
  4. la consagración con fines sacrílegos de una materia sin la otra en la celebración eucarística, o incluso de ambas fuera de la celebración eucarística (cf. can. 927 CIC);
- en el ámbito de los delitos contra la santidad del sacramento de la Penitencia:
  1. la absolución del cómplice en el pecado contra el sexto mandamiento del Decálogo (can. 1378 § 1 CIC y can. 1457 CCEO);
  2. la solicitación, en el acto o en ocasión o con el pretexto de la confesión, al pecado contra el sexto mandamiento del Decálogo, si está dirigida a pecar con el mismo confesor (can. 1387 CIC y 1458 CCEO);
  3. la violación directa del sigilo sacramental (can. 1388 § 1 y 1456 CCEO);
- en el ámbito, finalmente, de los delitos contra la moral:
  1. el delito contra el sexto mandamiento del Decálogo cometido por un clérigo con un menor por debajo de los 18 años de edad (cf. can. 1395 § 2 CIC ).

Las normas procesales que seguirse en estos casos se indicaban así:
- en cuanto el Ordinario o el Jerarca tuviese noticia, al menos verosímil, de la comisión de un delito reservado, después de haber llevado a cabo una investigación preliminar, él mismo la señalase a la Congregación para la Doctrina de la Fe, la cual (excepto en la hipótesis, por circunstancias particulares, de adjudicarse el caso a sí mismo) indicaría al Ordinario o al Jerarca cómo proceder, permaneciendo firme el derecho de apelar la sentencia de primer grado únicamente ante el Tribunal Supremo de la misma Congregación;
- la acción criminal, en los casos de delitos reservados a la Congregación para la Doctrina de la Fe, se extinguiría por prescripción en una década. Se preveía además que la prescripción empezase a contarse según los cann. 1362 § 2 CIC y 1152 § 3 CCEO, con la única excepción del delito contra sextum cum minore, en cuyo caso se sancionó que la praescriptio comenzase a contarse desde el día en que el menor hubiese cumplido los 18 años de edad;
- en los Tribunales constituidos ante los Ordinarios o los Jerarcas, relativos a estas causas, pudiesen desempeñar válidamente el oficio de juez, de promotor de justicia, de notario y de patrono solamente los sacerdotes y que, cuando la instancia en el Tribunal estuviese de alguna forma concluida, todos los actos de la causa se transmitieran cuanto antes ex officio a la Congregación para la Doctrina de la Fe;

Se establecía además que todos los Tribunales de la Iglesia latina y de las Iglesias orientales católicas debiesen observar los cánones sobre los delitos y las penas y sobre el proceso penal, respectivamente de uno y otro Código, junto con las normas especiales, dadas por la Congregación para la Doctrina de la Fe.
A distancia de nueve años de la promulgación del motu proprio Sacramentorum sanctitatis tutela, la Congregación para la Doctrina de la Fe, en el intento de mejorar la aplicación de la ley, ha considerado necesario introducir algunos cambios a estas normas, sin modificar el texto completo, sino solo en algunas de sus partes.
Tras un atento y cuidadoso estudio de los cambios propuestos, los miembros de la Congregación para la Doctrina de la Fe han sometido al romano pontífice el resultado de sus propias determinaciones que, el mismo sumo pontífice, con decisión del 21 de mayo de 2010, ha aprobado, ordenando su promulgación.
La versión de las Normas sobre los delicta graviora vigente es la aprobada por el papa Benedicto XVI el 21 de mayo de 2010.

## Ley canónica en casos de solicitación durante la confesión
El Código de Derecho Canónico de 1917, en vigor cuando se publicó Crimen sollicitationis, obligaba a quien hubiese sido objeto de proposiciones por parte de un sacerdote a denunciar a este antes de un mes, imponiendo al sacerdote serios castigos:

Canon 904. Ad normam constitutionum apostolicarum et nominatim constitutionis Benedicti XIV Sacramentum Poenitentiae, 1 Iun. 1741, debet poenitens sacerdotem, reum delicti sollicitationis in confessione, intra mensem denuntiare loci Ordinario, vel Sacrae Congregationi S. Officii; et confessarius debet, graviter onerata eius conscientia, de hoc onere poenitentem monere.
Canon 904. De acuerdo con las constituciones apostólicas, en particular la constitución Sacramentum Poenitentiae de Benedicto XIV del 1 de junio de 1741, un penitente debe denunciar en el plazo de un mes ante el Ordinario local o la Sagrada Congregación del Santo Oficio a un sacerdote culpable del delito de solicitación durante la confesión; y el confesor debe, bajo obligación grave de conciencia, hacer presente de tal deber al penitente.

Canon 2368 §1. Qui sollicitationis crimen de quo in can. 904, commiserit, suspendatur a celebratione Missae et ab audiendis sacramentalibus confessionibus vel etiam pro delicti gravitate inhabilis ad ipsas excipiendas declaretur, privetur omnibus beneficiis, dignitatibus, voce activa et passiva, et inhabilis ad ea omnia declaretur, et in casibus gravioribus degradationi quoque subiiciatur.
Canon 2368 §1. Aquel que cometiere el delito de solicitación tratado en el canon 904 será suspendido de celebrar Misa y escuchar confesión sacramental y, si la gravedad del delito lo exige, será inhabilitado para recibir las mismas; se le privará de todos los beneficios y dignidades, voz activa y pasiva, y se le declarará inhábil para todo ello, y en los casos más serios será sujeto a degradación.

Crimen sollicitationis indicaba el procedimiento entre el momento de la denuncia y la administración del castigo.

## Obligación de guardar silencio
El crimen sollicitationis refleja una estrategia muy discutida dentro de la iglesia mantenida durante casi todo el siglo XX respecto a los abusos sexuales. Para algunas personas que están dentro de la misma y son influidos por los que están afuera, es un indicativo de la política de ámbito mundial, de absoluto silencio y control de todos los casos de abusos sexuales realizados por clérigos. Es decir, una política explícita y escrita para cubrir los casos de abusos sexuales a menores cometidos por clérigos. 
Se ha señalado que en ningún caso el documento que resume el proceder frente al crimen sollicitationis menciona proporcionar ayudar a las víctimas, aunque por otro lado insiste en amedrentar y castigar a las víctimas, por discutir o revelar lo ocurrido

## Benedicto XVI y elcrimen sollicitationis
La última etapa de vigencia de las instrucciones recomendadas por la iglesia frente al crimen sollicitationis coincidió con el desempeño del entonces cardenal Joseph Ratzinger –luego Papa Benedicto XVI–, como prefecto de la Congregación para la Doctrina de la Fe. Por tanto, el futuro papa Benedicto XVI fue el responsable de seguir los casos relacionados durante dos décadas.
En 2001, Ratzinger encargó redactar el decreto que habría de suceder a la anterior directiva sobre crimen sollicitationis. En espíritu, el nuevo decreto[cita requerida]  consagró algunos principios del antiguo, como por ejemplo la pena de excomunión. Se envió una copia del nuevo decreto a todos los obispos del mundo, en el que se ordenaba que la Santa Sede, tuviera lo que él denominó una "competencia exclusiva", es decir, que todos los alegatos de abusos sexuales deben presentarse exclusivamente en Roma, esto debido a que se percató de que muchos obispos en vez de juzgar estos casos los estaban encubriendo o en el caso de juzgarlos y encontrarlos culpables, los trasladaban de parroquia, burlando así la ley eclesiástica. Muchas voces[cita requerida] criticaron esa actitud y consideraron que el nuevo decreto del cardenal Ratzinger le quitó injustamente poder a los obispos y fue una oportunidad perdida para cambiar el proceder frente a los casos de abusos, precisamente cuando estaba a punto de estallar en Norteamérica el mayor escándalo de abusos en el seno de la Iglesia hasta la fecha. Según estos dicha actitud pudo perjudicar a la Iglesia, que ha sido ampliamente criticada por su estrategia frente a los abusos durante la década de 2000-2010. Sin embargo gracias a este cambio se pudieron juzgar varios casos que habían sido desestimados por los obispos locales e incluso por las justicias de los países, como es el caso de los presbíteros Marcial Maciel y Fernando Karadima, ambos declarados inocentes por la justicia civil y solo condenados por el Vaticano. Una posterior modificación de la norma ya en el papado de Benedicto XVI incluyó la posesión de pornografía infantil como uno de los delitos más graves.

## Estados Unidos y elcrimen sollicitationis
En el año 2002, al mismo tiempo que varios casos de abusos sexuales fueron denunciados en Irlanda, algunos centenares de casos más fueron denunciados en Estados Unidos. En 2002, la iglesia católica de Estados Unidos reaccionó creando un organismo independiente llamado Junta Nacional de Revisión cuyo primer cometido fue evaluar la proporción del problema. Según un informe norteamericano «casi 4500 sacerdotes estadounidenses fueron acusados de acosar o abusar sexualmente de niños», la región más afectada fue Boston, donde los obispos habían optado por trasladar discretamente a algunos sacerdotes sospechosos a otras parroquias, sin investigar debidamente el trasfondo de las acusaciones, por lo que la iglesia llegó a recibir críticas de encubrimiento sistemático: Patrick J. Wall que fue elegido por la Junta Nacional de Revisión para hacer cumplir las directrices del decreto Crimen sollicitationis en su diócesis de Minnesota, declaró:

Fui una parte del sistema que tenía que intervenir y al que utilizaban engañosamente. Fue una noche muy oscura para el alma. Después de todo lo que aprendí a hacer durante más de una década, descubrí que no estaba trabajando para una institución sagrada. Sino para una totalmente concentrada en protegerse a sí misma

La mayoría de los casos nunca vieron la luz, tal como reconoció Wall, hecho que al parecer Wall admitió le resultaba satisfactorio.[cita requerida]
La juez Anne Burke declaró: «Uno de los puntos más interesantes que puso de relieve el estudio, es que no era de naturaleza epidémica. No era que una diócesis tuviera más casos que otra, era endémico. Desde el Océano Atlántico al Pacífico, se observaba en todas las diócesis, el mismo porcentaje de abusos sexuales contra menores.»[cita requerida]